# Alexandra Hulley
Alexandra Hulley (* 24. Juli 1997 in Sydney) ist eine australische Leichtathletin, die sich auf den Hammerwurf spezialisiert hat.

## Sportliche Laufbahn
Erste internationale Erfahrungen sammelte Alexandra Hulley bei den Jugendweltmeisterschaften 2013 in Donezk, bei denen sie mit einer Weite von 65,35 m im Finale den neunten Platz belegte. Im Jahr darauf nahm sie an Olympischen Jugendspielen in Nanjing teil und gewann mit 68,35 m die Silbermedaille. Auch bei den U20-Weltmeisterschaften in Bydgoszcz gewann sie mit einem Wurf auf 63,47 m die Silbermedaille. 2018 nahm sie erstmals an den Commonwealth Games im heimischen Gold Coast teil und gewann dort mit einem Wurf auf 68,20 m die Silbermedaille hinter der Neuseeländerin Julia Ratcliffe. Im Jahr darauf gewann sie bei den Ozeanienmeisterschaften in Townsville mit 65,81 m die Silbermedaille hinter Ratcliffe und anschließend siegte sie mit 64,37 m bei den Pazifikspielen in Apia. 2020 siegte sie mit 70,55 m beim Sydney Track Classic und auch 2021 siegte sie mit 65,12 m beim Sydney Track Classic, wie auch 2022 mit 68,94 m. Daraufhin gewann sie bei den Ozeanienmeisterschaften in Mackay mit 67,11 m die Bronzemedaille hinter den Neuseeländerinnen Nicole Bradley und Lauren Bruce, ehe sie bei den Weltmeisterschaften in Eugene mit 68,83 m in der Qualifikationsrunde ausschied. Daraufhin belegte sie bei den Commonwealth Games in Birmingham mit 66,26 m den sechsten Platz.
In den Jahren 2018 und 2019 sowie 2021 und 2022 wurde Hulley australische Meisterin im Hammerwurf. Sie absolvierte ein Studium für Ergotherapie an der Australian Catholic University.